# Liophis melanauchen
Liophis melanauchen este o specie de șerpi din genul Liophis, familia Colubridae, descrisă de Jan 1863. Conform Catalogue of Life specia Liophis melanauchen nu are subspecii cunoscute.